# Axel Teichmann
Axel Teichmann (n. 14 iulie 1979, Ebersdorf⁠(d), Republica Democrată Germană, Germania) este un schior de fond ce a reprezentat Germania, medaliat olimpic. A participat la 3 ediții ale Jocurilor Olimpice (2002, 2010, 2014) în care a câștigat două medalii de argint.